# Хроника Юзеса
Хро́ника Юзе́са (Хроника Изеса; лат. Chronicon Uceciense, Chronicon Ucenense, Chronicon Uticense, фр. Chronicon d’Uzès) — раннесредневековые анонимные анналы, описывающие историю Септимании с 701 по 820 год. Хроника названа по городу Юзесу, событиям в котором уделяется особое внимание.

## Рукопись
«Хроника Юзеса» дошла до нашего времени в единственной рукописи, хранящейся в Национальной библиотеке Франции в Париже (MS Paris BN lat. 4947). Текст хроники состоит из маргинальных глосс, находящихся на полях рукописи с текстом каталога юзесских епископов («Catalogus summorum pontificum»). В результате исследования манускрипта, содержащего хронику, было установлено, что он был создан в XIV веке в кафедральном храме Юзеса. Предполагается, что автором текстов, вошедших в рукопись, был кардинал Гильом де Мандаго (умер 3 ноября 1312 года). Вероятно, в конце XIII века занимая сан архидиакона кафедрального собора в Юзесе, тот мог использовать в своей работе документы, хранившиеся в местном архиве.

## Издания
Впервые о существовании «Хроники Юзеса» стало известно в 1645 году, когда о ней сообщил в своём труде «Traité du Franc-alleu de la Province de Languedoc» французский историк Пьер де Казнёв. По свидетельству Казнёва, он обнаружил рукопись с хроникой в библиотеке Пьера де Марки. В 1760 году было опубликовано первое печатное исследование «Хроники Юзеса», однако приведённый здесь текст содержал ряд пропусков и неточностей. Полный откорректированный текст «Хроники Юзеса» был издан в 1872 году в составе многотомника «Histoire générale de Languedoc».

## История создания и значение
Вероятно, основой «Хроники Юзеса» стала одна из раннесредневековых хроник, составленная в южных областях Франкского государства во времена Каролингов. Предполагается, что протограф хроники был создан не позднее середины IX века. Историки отмечают близость текстов «Хроники Юзеса» и анианского списка «Хроники Муассака». Возможно, что обе хроники восходят к одному более раннему источнику. Бо́льшая часть историков предполагает, что общий протограф «Хроники Юзеса» и «Хроники Муассака» не сохранился до нашего времени. Часть же исследователей считает, что источником части информации для автора «Хроники Юзеса» могла быть «Хроника Аниана».
Сведения, содержащиеся в «Хронике Юзеса», описывают события, происходившие в Лангедоке с 701 по 820 год. Наиболее раннее свидетельство хроники сообщает о юзесском святом Вередеме, наиболее позднее — о хранившихся в архиве кафедрального собора Юзеса дарственных хартиях, данных представителями франкской знати главам Нимской и Юзесской епархий Христикону и Сигиберту.
Несмотря на многие хронологические ошибки, «Хроника Юзеса» — ценный источник по раннесредневековой истории Южной Франции. Особо важными являются свидетельства хроники о походах арабов в Септиманию в 710-е годы, о присоединении септиманских земель к Франкскому государству в 750-х годах и об арабо-франкских войнах 790-х годов.